# Западноказахстанска област
Западноказахстанска област (на казахски: Батыс Қазақстан облысы; на руски: Западно-Казахстанская область) е една от 14-те области на Казахстан. Площ 181 339 km² (8-о място по големина в Казахстан, 5,6% от нейната площ). Население на 1 януари 2019 г. 653 775 души (12-о място по население в Казахстан, 3,54% от нейното население). Административен център град Уралск. Разстояние от Астана до Уралск 1410 km.

## Историческа справка
През 1613 г. (по други данни 1584 г.) е основано укреплението Яицки городок, което през 1775 г. е преименувано на Уралск и признато за град. Вторият град в областта Аксай е признат за такъв през 1967 г. Западноказахстанска област е образувана на 10 март 1932 г., като от 3 май 1962 г. до юли 1992 г. се е наричала Уралска област.

## Географска характеристика
Западноказахстанска област се намира в западната част на Казахстан. На запад, северозапад и север граничи с Астраханска, Волгоградска, Саратовска и Оренбургска област на Русия, на изток – с Актобенска област и на юг – с Атърауска област. В тези си граници заема площ от 151 339 km² (8-о място по големина в Казахстан, 5,6% от нейната площ). Дължина от запад на изток 600 km, ширина от север на юг 420 km.
Западноказахстанска област е разположена в северната част на Прикаспийската низина, представляваща плоска равнина, слабо наклонена на юг, за която са характерни обширни пясъчни масиви и падини, заети понякога от солени езера и сори. На север се простират южните разклонения на възвишението Общ Сърт с връх Ичка 259 m, най-високата точка на областта, разположена на 16 km северозападно от районния център село Таскала. На изток в областта навлизат западните части на Подуралското плато.
Климатът е рязко континентален, с горещо и сухо лято и студена и малоснежна зима. През лятото често явление са суховеите и праховите бури, а през зимата – виелиците. Средна юлска температура 24 – 26 °C, средна януарска от -11 °C до -14 °C. Годишната сума на валежите варира от 300 mm на север до 180 mm на юг. Продължителността на вегетационния период (минимална денонощна температура 5 °C) е от 150 денонощия на север до 170 денонощия на юг.
Цялата територия на Западноказахстанска област принадлежи към безотточния басейн на Каспийско море. Най-голямата река в областта е Урал, пресичаща я от север на юг и разделяща я на две части, с притоците си Илек, Шаган и др. В западната част преминават долните течения на реките Голям и Малък Узен, губещи се в пустинята Рън. По-голямата част от реките са маловодни, като през лятото напълно пресъхват или се разпадат на отделни водни участъци. На тях са изградени язовири, най-големите от които са на река Кушум (бифуркация на река Урал): Кушумско и Донгелекскос. На територията на областта има множество езера (предимно по заливните тераси и делтови), голяма част от които през лятото силно наляват или пресъхват. Най-големите сладководни езера са Камъш-Самарските, Итмурънкол, Рибни Сакръл и др.; солени – Шалкар, Аралсор и др.
Северната част на областта попада в зоната на степите, която на юг се сменя с полупустини. В северната част има малки участъци заети от черноземни почви, по̀ на юг – тъмнокестеняви, кестеняви и светлокестеняви с петна от солонци. На юг преобладават солонците. Големи участъци от южните и югоизточните райони са заети от пясъци. По речните долини са разпространени ливадни солонцеви почви. От север на юг растителността се сменя от тревиста, през коилово-типчакова и накрая пелиново-типчакова и пелиново-тревиста. По долините на реките има тревисти пасища. Гори, съставени от топола, бряст и дъб са се съхранили предимно по заливната тераса на Урал и във възвишението Общ Сърт (предимно малки брезови горички). На югозапад се срещат редки горички от бор, бяла акация и елша. Повсеместно са разпространени гризачи (лалугер, пустинна мишка, пясъчник), хищници (вълк, лисица, пор, невестулка), по рядко копитни (сайга, джейран), няколко вида змии (степен удушвач, щитомордник, усойници и др.). Птичият свят е представен от различни, предимно стипни и пустинни видове.

## Население
На 1 януари 2019 г. населението на Западносазахстанска област област е наброявало 653 775 души (3,54% от населението на Казахстан). Гъстота 4,3 души/km². Етнически състав: 19,26%, украинци 1,41%, татари 1,29% и др.

## Административно-териториално деление
В административно-териториално отношение Западноказахстанска област се дели на 12 административни района, 2 града, в т.ч. 1 град с областно подчинение и 1 град с районно подчинение и 4 селища от градски тип.
| Административна единица    | Площ (km²) | Население (2019 г.) | Административен център | Население (2019 г.) | Разстояние до Уралск (в km) | Други градове и сгт с районно подчинение  |
| -------------------------- | ---------- | ------------------- | ---------------------- | ------------------- | --------------------------- | ----------------------------------------- |
| Град с областно подчинение |            |                     |                        |                     |                             |                                           |
| 1. Уралск                  | 731        | 312 658             | гр. Уралск             | 234 169             | -                           | Деркул, Желаево, Зачаганск, Круглоозерное |
| Административен район      |            |                     |                        |                     |                             |                                           |
| 1.Акжаикски район          | 25 200     | 40 574              | с. Чапаев              | 10 000              | 125                         |                                           |
| 2.Бокейордински район      | 19 200     | 15 222              | с. Сайхин              | 3686                | 561                         |                                           |
| 3.Бурлински район          | 5600       | 56 086              | гр. Аксай              | 35 341              | 147                         |                                           |
| 4.Жангалински район        | 20 800     | 24 029              | с. Жангала             | 8637                | 263                         |                                           |
| 5.Жанибекски район         | 8200       | 16 147              | с. Жанибек             | 8121                | 494                         |                                           |
| 6.Байтерекски район        | 7400       | 57 762              | с. Переметное          | 3710                | 50                          |                                           |
| 7.Казталовски район        | 18 600     | 29 129              | с. Казталовка          | 4957                | 333                         |                                           |
| 8.Каратобински район       | 10 000     | 15 467              | с. Каратобе            | 3436                | 220                         |                                           |
| 9.Съръмски район           | 11 900     | 18 924              | аул Жъмпити            | 5125                | 122                         |                                           |
| 10.Таскалински район       | 8100       | 16 701              | с. Таскала             | 7935                | 96                          |                                           |
| 11.Теректински район       | 8400       | 38 086              | с. Фьодоровка          | 4434                | 42                          |                                           |
| 12.Чингирлауски район      | 7200       | 14 744              | с. Чингирлау           | 7233                | 218                         |                                           |